# Ґеорґ Захаріас
Ґеорґ Захаріас (нім. Georg Zacharias, 14 червня 1884, Данциг — 31 липня 1953, Західний Берлін) — німецький плавець.
Олімпійський чемпіон 1904 року.

## Життєпис
На Олімпійських іграх 1904 року в Сент-Луїсі Ґеорґ Захаріас виборов бронзову медаль на дистанції 100 ярдів на спині, поступившись своїм товаришам по команді Вальтеру Браку та Георгу Гофманну. Це були перші олімпійські медалі на цій дистанції, оскільки у 1896 році плавання на спині не проводилося, а в 1900 році був заплив лише на 200 метрів на спині. Захаріас також змагався на дистанції 440 ярдів брасом і став олімпійським чемпіоном, випередивши свого товариша по команді Вальтера Брака та Джема Генді зі Сполучених Штатів, який посів третє місце і пізніше став останнім живим призером Олімпійських ігор 1904 року.
Він змагався в той час, коли Олімпійські ігри були єдиними міжнародними змаганнями з плавання. Змагання на дистанції 400 метрів ярдів, які Захаріас виграв на Олімпійських іграх 1904 року в Сент-Луїсі, були єдиними олімпійськіми змаганнями з плавання брасом на той час, і їх проведення було припинено після Олімпіади 1920 року.
Захаріас встановив світові рекорди на дистанції 400 метрів брасом і на 500 метрів брасом, які трималися з 1907 по 1910 рік та з 1904 по 1910 рік відповідно. Світові рекорди на цих дистанціях не фіксуються після 1948 року.

## Визнання
У 2002 році його було введено до Міжнародної зали слави плавання.